# Errico Petrella

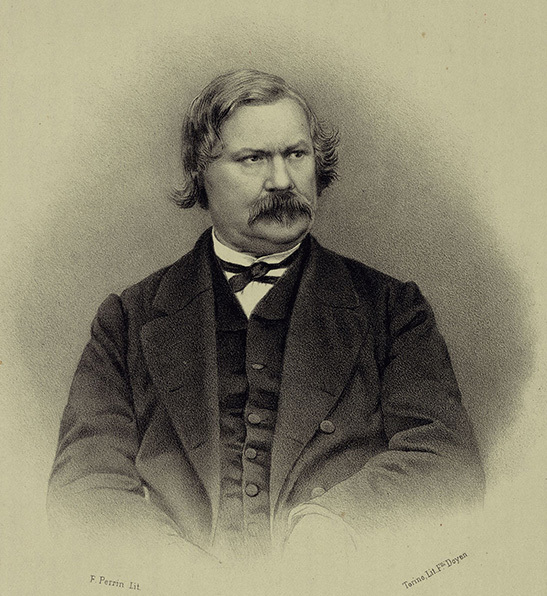
Errico Petrella vor 1885

Errico Petrella (* 10. Dezember 1813 in Palermo; † 7. April 1877 in Genua) war ein italienischer Opernkomponist.

## Leben und Werk
Errico Petrella studierte bei Vincenzo Bellini, Michele Costa, Giovanni Furno und Niccolò Antonio Zingarelli am Real Collegio di Musica in Neapel.
Er debütierte 1829 mit der Oper Il diavolo color die rosa in Neapel. Keines seiner Frühwerke aus den Jahren 1829 bis 1839 war besonders erfolgreich. Erst die Oper Il carnevale di Venezia (Neapel 1851) wurde intensiv von der Musikkritik und von der Öffentlichkeit wahrgenommen. Es folgte Elena di Tolosa (Neapel, 1852). Mit Marco Visconti (Neapel, 1854), basierend auf dem gleichnamigen Roman von Tommaso Grossi, eroberte er dann die italienische Opernwelt im Sturm. Ab jetzt erlangte er den Ruf eines herausragenden italienischen Opernkomponisten, über den eigentlich nur Giuseppe Verdi gestellt wurde.

## Opern von Errico Petrella (Auswahl)
- Le precauzioni (Neapel 1851)
- Marco Visconti (Neapel 1854)
- El Nava (1856)
- Ione o L'ultimo giorno di Pompei (Mailand 1858)
- La Contessa d’Amalfi (Turin 1864)
- I promessi sposi (nach Manzoni, Lecci 1869)
- Bianca Orsini (Neapel 1874)